# Kanton Fénétrange
Kanton Fénétrange (fr. Canton de Fénétrange) byl francouzský kanton v departementu Moselle v regionu Lotrinsko. Tvořilo ho 21 obcí. Zrušen byl po reformě kantonů 2014.

## Obce kantonu
- Belles-Forêts
- Berthelming
- Bettborn
- Bickenholtz
- Desseling
- Dolving
- Fénétrange
- Fleisheim
- Gosselming
- Hellering-lès-Fénétrange
- Hilbesheim
- Mittersheim
- Niederstinzel
- Oberstinzel
- Postroff
- Romelfing
- Saint-Jean-de-Bassel
- Sarraltroff
- Schalbach
- Veckersviller
- Vieux-Lixheim